# Leksana
Leksana is een bestuurslaag in het regentschap Banjarnegara van de provincie Midden-Java, Indonesië. Leksana telt 3860 inwoners (volkstelling 2010).